# 李鳳宇
李 鳳宇（リ・ボンウ、1960年 - ）は、日本の映画プロデューサー。
株式会社スモモ 最高執行責任者（CEO）。株式会社シネカノンの元代表。

## 来歴
1960年、京都府東山区生まれ。朝鮮大学校卒業後、フランスのソルボンヌ大学に留学。帰国後、徳間ジャパンを経て89年に配給会社シネカノン設立。
アジア・ヨーロッパの秀作を中心に配給活動を行い、1993年、初製作の『月はどっちに出ている』（崔洋一監督）で第67回キネマ旬報ベストテン第1位、第3回日本映画プロフェッショナル大賞、毎日映画コンクール映画大賞、ブルーリボン賞作品賞など国内外で50を越える映画賞を受賞。興行的にも大成功し、新宿ピカデリーで26週間ロングランという記録を作った。1994年に韓国映画『風の丘を越えてー西便制』を配給し、続く2000年には『シュリ』『JSA』『殺人の追憶』『スキャンダル』等を配給し韓国映画ブームの火付け役となる。
特に『シュリ』は韓国映画として初めて130万人を超える動員を記録して業界に衝撃を与えた。
2005年には『パッチギ!』(井筒和幸監督)を製作し毎日映画コンクール日本映画大賞、キネマ旬報ベストテン第1位、ブルーリボン賞作品賞など多数受賞。続く2006年には、『フラガール』(李相日監督)を製作、日本アカデミー賞最優秀作品賞を受賞。インディペンデントで製作・配給した映画としては史上初の受賞となる。翌年には映画文化への貢献を評価され、第16回淀川長治賞を受賞、日本アカデミー協会特別賞、第1回SARVH賞最優秀プロデューサー賞、韓国釜山映画祭アジア映画貢献賞などを受賞。
その後、震災後の東北沿岸を拠点に移動映画館MOMO（Moving out Movie oasis）を展開し、福島、宮城、岩手の各県で移動映画館を開館した。
2011年には株式会社スモモの最高執行責任者（CEO）および株式会社マンシーズエンターテイメントの代表取締役に就任。
2014年には自らの企画、脚本で『イン・ザ・ヒーロー』（武正晴監督・東映配給）を製作。2016年、故高倉健の人生を描いたドキュメンタリー映画『健さん』をプロデュースし、第40回モントリオール世界映画祭の最優秀作品賞を受賞。2017年に『リングサイド・ストーリー』（武正晴監督）の企画・脚本・製作総指揮、2019年に『あの日のオルガン』（平松恵美子監督、戸田恵梨香・大原櫻子ダブル主演）の企画・製作総指揮を担当した。
映画の製作、配給の他にも、劇場の経営（シネアミューズ、シネカノン有楽町、ヒューマントラスト銀座、渋谷、他）や世田谷もの作り学校でスクーリングパットを開設し次世代の映画人、俳優の育成など、多方面にわたり日本の映画界を牽引してきた、日本映画界のキーパーソン。
最近では長年親交のあるポン・ジュノ監督の米アカデミー賞受賞作『パラサイトー半地下の家族』の演劇化を世界初で手掛けると発表して話題を呼んだ。映画、演劇、配信ドラマのプロデュースにも活動の領域を広げている。

## 主な製作・企画・脚本・配給作品

### 映画
| 年     | タイトル                           | 監督                                                   | 役職                   |
| ------ | ---------------------------------- | ------------------------------------------------------ | ---------------------- |
| 1993年 | 月はどっちに出ている               | 崔洋一                                                 | 製作・配給             |
| 1994年 | 月より帰る                         | じんのひろあき                                         | 企画・配給             |
| 1994年 | 風の丘を超えて〜西便制〜           | 林権澤                                                 | 配給                   |
| 1994年 | 苺とチョコレート                   | トマス・グティエレス・アレア                           | 配給                   |
| 1995年 | 平成無責任一家 東京デラックス      | 崔洋一                                                 | 製作・企画             |
| 1996年 | ビリケン                           | 阪本順治                                               | 製作・配給             |
| 1996年 | ウオレスとグルミット               | ニック・パーク                                         | 配給                   |
| 1996年 | カップルズ                         | エドワード・ヤン                                       | 配給                   |
| 1996年 | 恋愛時代                           | エドワード・ヤン                                       | 配給                   |
| 1997年 | デカローグ                         | ククシュトフ・キシェロフスキー                         | 配給                   |
| 1997年 | ブラス！                           | マーク・ハーマン                                       | 配給                   |
| 1997年 | フープドリームス                   | スティーブ・ジェームス                                 | 配給                   |
| 1998年 | マルセイユの恋                     | ロベール・ゲディギャン                                 | 配給                   |
| 1999年 | のど自慢                           | 井筒和幸                                               | 企画・製作・配給       |
| 1999年 | ハピネス                           | トッド・ソロンズ                                       | 配給                   |
| 1999年 | ビッグ・ショー! ハワイに唄えば     | 井筒和幸                                               | 企画・製作             |
| 1999年 | セカンドチャンス                   | 水谷俊之、富岡忠文                                     | 製作・配給             |
| 1999年 | 地雷を踏んだらサヨウナラ           | 五十嵐匠                                               | 配給                   |
| 2000年 | 太白山脈                           | 林権澤                                                 | 配給                   |
| 2000年 | MONDAY                             | SABU                                                   | 製作・配給             |
| 2000年 | サンピエールの生命                 | パトリス・ルコント                                     | 配給                   |
| 2000年 | グリーン・フィッシュ               | イ・チャンドン                                         | 配給                   |
| 2000年 | スプリング・イン・ホームタウン     | イ・グァンモ                                           | 配給                   |
| 2000年 | シュリ                             | カン・ジェギュ                                         | 配給                   |
| 2001年 | JSA                                | パク・チャヌク                                         | 配給                   |
| 2001年 | 風花                               | 相米慎二                                               | 配給                   |
| 2001年 | チキンラン                         | ニック・パーク                                         | 配給                   |
| 2001年 | シーズンチケット                   | マーク・ハーマン                                       | 配給                   |
| 2001年 | ファニーゲーム                     | ミヒャエル・ハネケ                                     | 配給                   |
| 2001年 | ダンボールハウス・ガール           | 松浦雅子                                               | 製作・配給             |
| 2001年 | 光の雨                             | 高橋伴明                                               | 配給                   |
| 2002年 | KT                                 | 阪本順治                                               | 企画・製作・配給       |
| 2002年 | バスを待ちながら                   | J・C・タビオ                                           | 配給                   |
| 2002年 | 友へ〜チング                       | クァク・キョンテク                                     | 配給協力               |
| 2002年 | ブレッド・アンド・ローズ           | ケン・ローチ                                           | 配給                   |
| 2003年 | さよなら、クロ                     | 松岡錠司                                               | 製作・配給             |
| 2003年 | ゲロッパ!                          | 井筒和幸                                               | 企画・製作・配給       |
| 2003年 | 殺人の追憶                         | ポン・ジュノ                                           | 配給                   |
| 2003年 | 北京バイオリン                     | チェン・カイコー                                       | 配給                   |
| 2003年 | パイラン                           | ソン・ヘソン                                           | 配給                   |
| 2003年 | ホテル・ハイビスカス               | 中江裕司                                               | 配給                   |
| 2003年 | 永遠のモータウン                   | ポール・ジャストマン                                   | 配給                   |
| 2004年 | 誰も知らない                       | 是枝裕和                                               | 企画協力・製作・配給   |
| 2004年 | お父さんのバックドロップ           | 李闘士男                                               | 製作総指揮             |
| 2004年 | オアシス                           | イ・チャンドン                                         | 配給                   |
| 2004年 | スキャンダル                       | イ・ジェヨン                                           | 配給                   |
| 2005年 | パッチギ!                          | 井筒和幸                                               | 企画・製作・配給       |
| 2005年 | 恋は五・七・五!                    | 荻上直子                                               | 製作・配給             |
| 2005年 | オオカミの誘惑                     | キム・テギュン                                         | 配給                   |
| 2005年 | 復讐者に憐れみを                   | パク・チャヌク                                         | 配給                   |
| 2005年 | スカーレットレター                 | ピョン・ヒョク                                         | 配給                   |
| 2005年 | Dear フランキー                    | ショーナ・オーバック                                   | 配給                   |
| 2005年 | マカロニウェスタン〜800発の銃弾    | アレックスD・イグレシア                                | 配給                   |
| 2005年 | 南極日誌                           | イム・ピルソン                                         | 配給                   |
| 2005年 | マラソン                           | チョン・ユンチョル                                     | 配給                   |
| 2006年 | ゆれる                             | 西川美和                                               | 配給                   |
| 2006年 | 転がれ!たま子                      | 新藤風                                                 | 製作・配給             |
| 2006年 | 青いうた〜のど自慢 青春編〜        | 金田敬                                                 | 企画・製作・配給       |
| 2006年 | フラガール                         | 李相日                                                 | 製作・配給             |
| 2006年 | 明日へのチケット                   | エルマンノ・オルミ アッバス・キアロスタミ ケン・ローチ | 配給                   |
| 2006年 | 麦の穂をゆらす風                   | ケン・ローチ                                           | 配給                   |
| 2006年 | ジダン〜神が愛した男               | ダグラス・ゴードン                                     | 配給                   |
| 2006年 | みえない雲                         | グレゴール・シュニッツラ                               | 配給                   |
| 2007年 | 魂萌え!                            | 阪本順治                                               | 企画・製作・配給       |
| 2007年 | キトキト!                          | 吉田康弘                                               | 製作・配給             |
| 2007年 | ミルコのひかり                     | クリスティアーノ・ボルトーネ                           | 配給                   |
| 2007年 | サディスティック・ミカ・バンド     | 滝本憲吾                                               | 企画・製作・配給       |
| 2007年 | パッチギ! LOVE&PEACE               | 井筒和幸                                               | 企画・製作・配給       |
| 2007年 | アフターウエディング               | スザンヌ・ビエール                                     | 配給                   |
| 2007年 | ある愛の風景                       | スザンヌ・ビエール                                     | 配給                   |
| 2008年 | 歓喜の歌                           | 松岡錠司                                               | 企画・製作・配給       |
| 2008年 | 歩いても 歩いても                  | 是枝裕和                                               | 製作・配給             |
| 2008年 | ラストゲーム 最後の早慶戦          | 神山征二郎                                             | 製作・配給             |
| 2009年 | ハルフウェイ                       | 北川悦吏子                                             | 製作・配給             |
| 2009年 | 真夏の夜の夢                       | 中江裕司                                               | 製作・配給             |
| 2010年 | ハナー奇跡の46日間                 | ムン・ヒョンソン                                       | 配給                   |
| 2011年 | 預言者                             | ジャック・オディアール                                 | 配給                   |
| 2012年 | EDEN                               | 武正晴                                                 | 企画・脚本・製作・配給 |
| 2013年 | チスル                             | オ・ミヨル                                             | 配給                   |
| 2013年 | ローマに消えた男                   | ロベルト・アンドー                                     | 配給                   |
| 2014年 | イン・ザ・ヒーロー                 | 武正晴                                                 | 企画・脚本・製作総指揮 |
| 2014年 | グレート・ビューティ〜追憶のローマ | パオロ・ソレンティーノ                                 | 配給                   |
| 2015年 | セバスチャン・サルガド             | ヴィム・ヴェンダース                                   | 配給                   |
| 2015年 | グロリアの青春                     | セバスチャン・レリオ                                   | 配給                   |
| 2016年 | 健さん                             | 日比遊一                                               | 製作総指揮・配給       |
| 2016年 | パコ・デ・ルシア〜灼熱のギタリスト | クーロ・サンチェス                                     | 配給                   |
| 2017年 | リングサイド・ストーリー           | 武正晴                                                 | 企画・脚本・製作総指揮 |
| 2017年 | 僕と世界の方程式                   | ダニー・コーエン                                       | 配給                   |
| 2018年 | ロープ                             | フェルナンド・レオン・デ・アラノア                     | 配給                   |
| 2019年 | あの日のオルガン                   | 平松恵美子                                             | 企画・製作総指揮・配給 |

## テレビ番組
- 日経スペシャル ガイアの夜明け "韓流"奔る ～韓国映画ビジネスの奇跡～（2004年7月13日、テレビ東京）[1]。

## 書籍

### 著書
- 『「月はどっちに出ている」をめぐる2、3の話』（1994年11月15日、社会評論社）ISBN 9784784509171
- 『先に抜け、撃つのは俺だ』（共著者:四方田犬彦）（1998年3月26日、アスペクト社）ISBN 9784757200241
- 『日本映画は再興できる』（2003年6月1日、ウェイツ）ISBN 9784901391368
- 『パッチギ！対談篇 喧嘩、映画、家族、そして韓国』（共著者:四方田犬彦）（2005年4月8日、朝日新聞社 朝日選書）ISBN 9784022598745
- 『愛、平和、パッチギ!』（共著者:井筒和幸）（2007年5月19日、講談社）ISBN 9784062140355
- 『パッチギ!的-世界は映画で変えられる』（2007年6月5日、岩波書店）ISBN 9784000244398
- 『民族でも国家でもなく 北朝鮮・ヘイトスピーチ・映画』（共著者:四方田犬彦）（2015年4月24日、平凡社）ISBN 9784582282627
- 『LB 244+1』（2023年7月12日、A PEOPLE/ライスプレス）ISBN 9784909792426

### 編集
- 『日本映画は生きている』（編集委員:黒沢清 四方田犬彦 吉見俊哉 李鳳宇）（岩波書店）
  - 『日本映画は生きている 日本映画は生きている第1巻』（2010年7月29日）ISBN 9784000283915
  - 『映画史を読み直す 日本映画は生きている第2巻』（2010年8月27日）ISBN 9784000283922
  - 『観る人、作る人、掛ける人 日本映画は生きている第3巻』（2010年10月1日）ISBN 9784000283939
  - 『スクリーンのなかの他者 日本映画は生きている第4巻』（2010年10月28日）ISBN 9784000283946
  - 『監督と俳優の美学 日本映画は生きている第5巻』（2010年11月26日）ISBN 9784000283953
  - 『アニメは越境する 日本映画は生きている第6巻』（2010年7月29日）ISBN 9784000283960
  - 『踏み越えるドキュメンタリー 日本映画は生きている第7巻』（2010年12月22日）ISBN 9784000283977
  - 『日本映画はどこまで行くか 日本映画は生きている第8巻』（2011年1月28日）ISBN 9784000283984

### 関連書籍
- 『イン☆ザ☆ヒーロー』（著者:大石直紀、脚本:水野敬也 李鳳宇）（2014年8月5日、小学館 小学館文庫）ISBN 9784094060782

## 受賞歴
- 2006年　日本アカデミー賞 協会特別賞
- 2007年　第16回淀川長治賞
- 2007年　第1回SARVH賞 最優秀プロデューサー賞
- 2008年　釜山国際映画祭 アジア映画貢献賞

## 主な教育現場と出講大学
- 世田谷もの作り学校スクーリングパッドにて
- 映画プロデューサーコースと俳優コースを創設、運営
- 早稲田大学大学院国際情報通信研究科
- 東京大学大学院情報学環
- 京都精華大学人文学部
- 立命館大学映像学部
- 日本大学芸術学部映画学部、他